# Суэтин, Алексей Степанович
Алексе́й Степа́нович Суэ́тин (16 ноября 1926, Зиновьевск — 10 сентября 2001, Москва) — советский шахматист, гроссмейстер (1965). Тренер Тиграна Петросяна в соревнованиях на первенство мира (1963—1971, 1979—1980), шахматный теоретик и литератор.

## Биография
Во время Великой Отечественной войны отец, Степан Федосеевич, был на фронте. Алексей Суэтин с матерью, которая работала медицинской сестрой в госпитале, жили в Туле.
В 1943 году Суэтин окончил школу № 4 экстерном и поступил в Тульский механический институт (ныне ТулГУ). В конце войны ездил в Красноярск навестить своего отца, который в то время служил там в военном госпитале. В детстве у отца научился игре в шахматы. Потом занимался во Дворце пионеров города Тулы, выполнил норму первой категории в 1944 году. После войны жил в Туле (до 1953 г.), Минске (1953—1968), затем в Москве. В 21 год стал кандидатом в мастера, окончил институт.
В 1950 году выполнил норму мастера спорта и дебютировал в финале чемпионата СССР. Всего же Суэтин выступал в финалах этих соревнований 10 раз. Лучшие результаты были достигнуты в 1960-х годах: 4-6-е места (1963) и 4-5-е (1965).
В Киеве Суэтин выступил уже как представитель Белоруссии. В 1953 г. он вместе с Кирой Зворыкиной переехал в Минск, где началось его творческое содружество с гроссмейстером И. Болеславским. В 1953—1961 А. Суэтин принял участие в шести чемпионатах БССР по шахматам и неизменно выходил победителем (лишь в 1953 г. он разделил 1—2-е места с мастером В. Сайгиным). В это же время он начал писать книги и статьи по шахматам, вести шахматные передачи на белорусском телевидении. Суэтин стал первым представителем БССР, добившимся звания международного гроссмейстера.
В составе сборной СССР участник матчей с командами Венгрии, Польши и Югославии.
В 1961 году А. Суэтин вошёл в команду Тиграна Петросяна для подготовки к очередному циклу розыгрыша первенства мира. В матче 1963 года Петросян стал чемпионом мира, обыграв М. Ботвинника, а Суэтин через два года — международным гроссмейстером, выиграв турниры в Сараево и Копенгагене (1965). Впоследствии на его счёту было 10 побед в международных турнирах.
С начала 1970-х и до конца 1980-х Суэтин занимался преимущественно тренерской работой и литературной деятельностью, в 1970 году тренировал Б. Спасского.
Работал в качестве шахматного комментатора на советском Центральном телевидении, с 1984 года комментировал матчи на первенство мира между Карповым и Каспаровым.
В 1996 году стал чемпионом мира среди «сеньоров».
Автор более 40 книг по теории дебюта и миттельшпиля, а также вышедших за рубежом работ о советских чемпионах мира — Ботвиннике и Петросяне, гроссмейстерах Кересе и Бронштейне.
Похоронен в Москве на Донском кладбище (колумб., уч. 2А).

## Семья
Алексей Суэтин был женат два раза. 
Первая жена — Кира Алексеевна Зворыкина(1919—2014), советская шахматистка, гроссмейстер по шахматам. В разводе с Зворыкиной с 1961 года (вскоре после проигрыша матча за звание чемпионки мира, где Суэтин был секундантом жены).
- Сын — Александр Алексеевич Суэтин, экономист, доктор экономических наук[8].

Вторая жена — Евгения Антоновна Суэтина (1928—2022), филолог. Брак продлился 40 лет.
- Дочь — Елена Алексеевна Суэтина (1961—2023)[6], художник, член творческого союза профессиональных художников.

## Изменения рейтинга
| Графики недоступны из-за технических проблем. См. информацию на Фабрикаторе и на mediawiki.org. |